# Trichocera bimacula
Trichocera bimacula är en tvåvingeart som beskrevs av Walker 1848. Trichocera bimacula ingår i släktet Trichocera och familjen vintermyggor. Inga underarter finns listade i Catalogue of Life.